# Poldervaart Edge
Poldervaart Edge è una scarpata rocciosa rivolta a est, che si innalza fino a 1.300 m e che si estende per circa 6 km in direzione NE-SW nei Du Toit Nunataks, una serie di picchi nei Monti Read, che fanno parte della Catena di Shackleton, nella Terra di Coats in Antartide. 
Nel 1967 fu effettuata una ricognizione aerofotografica da parte degli aerei della U.S. Navy. Un'ispezione al suolo fu condotta dalla British Antarctic Survey (BAS) nel periodo 1968-71.
Ricevette l'attuale denominazione nel 1971 dal Comitato britannico per i toponimi antartici (UK-APC), in onore del professor Arie Poldervaart (1919–64), un petrologo olandese che aveva effettuato ricerche sulle rocce basaltiche.